# コンチェルト・デュ・ヴァン〜風のコンチェルト
コンチェルト・デュ・ヴァン〜風のコンチェルト（Concerto du vent）は、2005年に本多俊之によって作曲されたサクソフォーン協奏曲である。サクソフォーン奏者須川展也の委嘱作品であり、同年11月23日に須川の独奏、岩村力指揮・日本フィルハーモニー交響楽団により初演された。また、2006年9月に行なわれた、須川の委嘱作品によるサクソフォーン協奏曲コンサートでも、斉藤一郎指揮・東京フィルハーモニー交響楽団によって演奏された。
各楽章には、以下のような標題がつけられている。
- 第1楽章　Un vent propice〜順風
- 第2楽章  La marque du vent〜風紋
- 第3楽章　Un nouveau vent〜新風